# 同泽女子中学旧址
同泽女中旧址，是原辽宁同泽女子中学的早期校舍建筑，位于中华人民共和国辽宁省沈阳市沈河区承德路3号。辽宁同泽女子中学由张学良于1928年主持创办，其旧址是沈阳近代教育建筑的代表作之一。目前，同泽女中旧址为辽宁省文物保护单位，由沈阳市同泽高级中学使用。

## 历史沿革
1928年，时任东北保安总司令的张学良为培养女性人才，决定创办一所新式学校，并亲自担任首任董事长。校名同泽与同泽中学男校一样出自《诗经·秦风·无衣》，寓意团结互助、共赴国难。
岂曰无衣，与子同泽
 — 《诗经·秦风·无衣》
建校之初，张学良重金聘请毕业于英国爱丁堡大学的王捷先担任首任校长，并从关内及海外聘请了一批高水平教师。由于初期的校舍不敷使用，张学良于1928年11月决定拨款50万银元，在原址上兴建新教学楼与宿舍楼。同泽女中的校舍设计一说由近代中国建筑设计师杨廷宝负责设计，也有说法称由一位德国工程师设计监修。校舍于1930年正式竣工。1945年日本投降后，学校更名为沈阳第一女子中学。1948年11月，校名改为沈阳市第三中学，但仍为女子学校。此后，学校于1962年更名为“沈阳市第三女子中学”。1989年，学校被评为辽宁省重点中学，并为纪念其历史渊源而恢复“同泽”校名，定名为沈阳市同泽高级中学至今。在历次校园改造中，早期的宿舍楼与图书馆等建筑已被拆除，仅有主教学楼保存至今。2008年10月27日，同泽女中旧址被沈阳市人民政府列为第三批沈阳市文物保护单位。2014年10月17日，同泽女中旧址被辽宁省人民政府列为第九批辽宁省文物保护单位。

## 建筑设计
同泽女中旧址主体建筑为一座三层的教学楼，平面呈“T”字形，是典型的中西建筑风格结合的折衷主义作品。建筑外观采用清水红砖墙与水泥粉刷相结合，其立面设计设有竖向线条的划分，体现了20世纪20至30年代的设计风格。建筑在功能布局上，主楼正面部分为教室、办公室及实验室等常规教学空间。中部后侧则利用半地下空间设计了一座室内体育馆，其上方为一个带有舞台和回廊的礼堂，可容纳近千人。